# 阿末依占少基
阿末依占·莫哈末少基，马来西亚吉打州立法议会武吉拉达议员，伊斯兰党籍 。